# G.I. Joe: Cobra Strike
G.I. Joe: Cobra Strike (ook wel Action Man: Action Force) is een videospel dat werd ontwikkeld en uitgegeven door Parker Brothers. Het spel kwam in 1983 uit voor de Atari 2600. Het spel is los gebaseerd op G.I. Joe. Het perspectief van het spel is in de derde persoon. In de singleplayermodus wordt het trainingskamp aangevallen door een kwaadwillende organisatie genaamd Cobra. Die wordt letterlijk weergegeven door een Cobra. De speler moet zijn kamp verdedigen en Cobra vernietigen voor het te laat is. Bij de coöperatieve modus voor twee spelers moeten de spelers samenwerken om de Cobra te vernietigen en bij de competitiemodus voor twee spelers moet de ene speler het trainingskamp verdedigen en de andere Cobra besturen.

## Ontvangst
Het spel werd overwegens positief ontvangen:
| Beoordeeld door                     | Jaar | Score |
| ----------------------------------- | ---- | ----- |
| Tilt                                | 1983 | 83    |
| All Game Guide                      | 1998 | 70    |
| Digital Press - Classic Video Games | 2004 | 70    |
| The Video Game Critic               | 1999 | 67    |